# Josefa Ortiz de Domínguez, Ocosingo
Josefa Ortiz de Domínguez är en ort i Mexiko.   Den ligger i kommunen Ocosingo och delstaten Chiapas, i den sydöstra delen av landet, 800 km öster om huvudstaden Mexico City. Josefa Ortiz de Domínguez ligger 834 meter över havet och antalet invånare är 129.
Terrängen runt Josefa Ortiz de Domínguez är huvudsakligen kuperad, men den allra närmaste omgivningen är platt. Runt Josefa Ortiz de Domínguez är det glesbefolkat, med 16 invånare per kvadratkilometer. Närmaste större samhälle är Ocosingo, 14,4 km väster om Josefa Ortiz de Domínguez. I omgivningarna runt Josefa Ortiz de Domínguez växer i huvudsak städsegrön lövskog.